# Mitterhausen (Arnstorf)
Mitterhausen ist ein Gemeindeteil des Marktes Arnstorf im nördlichen Landkreis Rottal-Inn in Bayern. Das Pfarrdorf war bis 1971 Hauptort der gleichnamigen ehemaligen Gemeinde.

## Geschichte

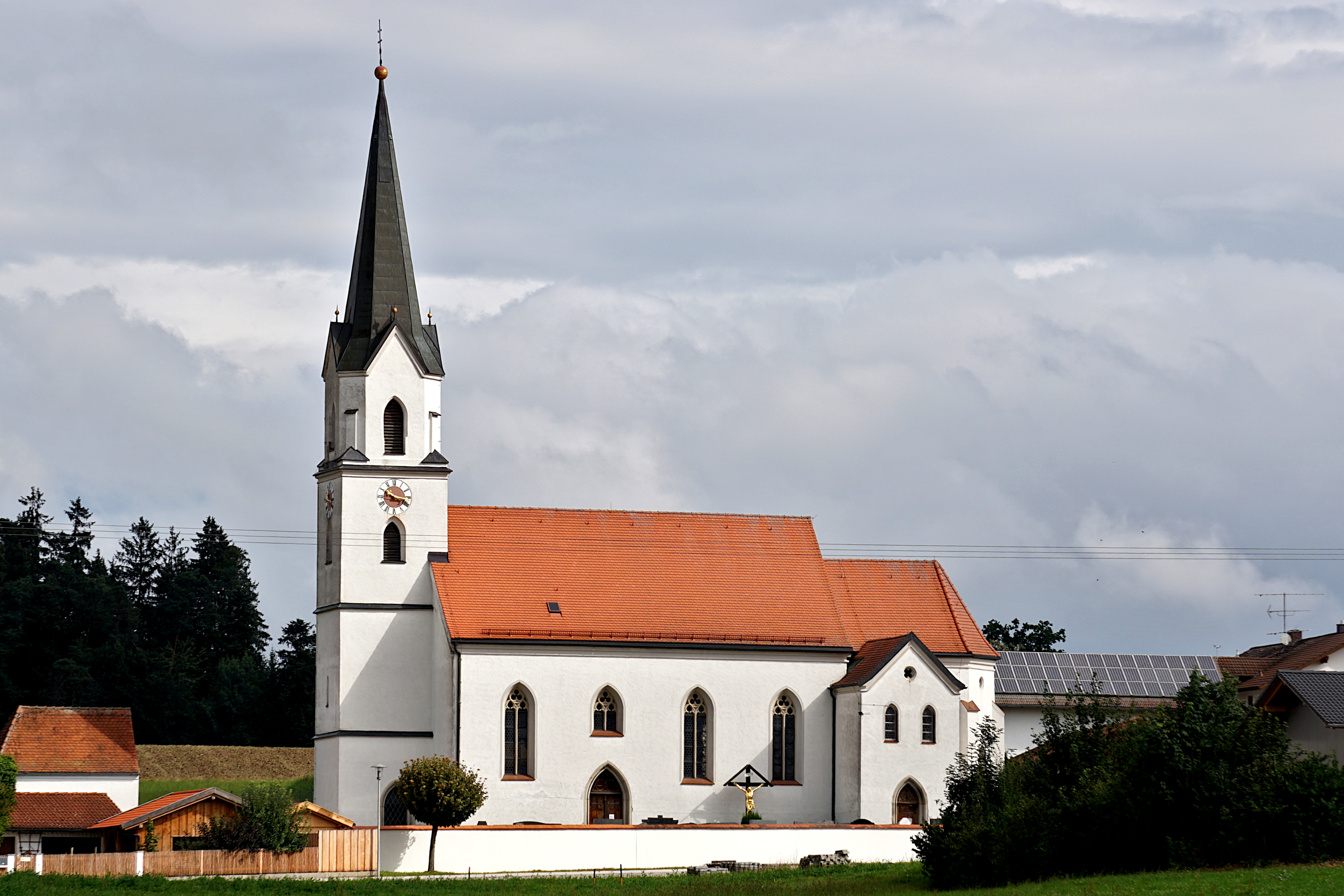
St. Stephanus in Mitterhausen

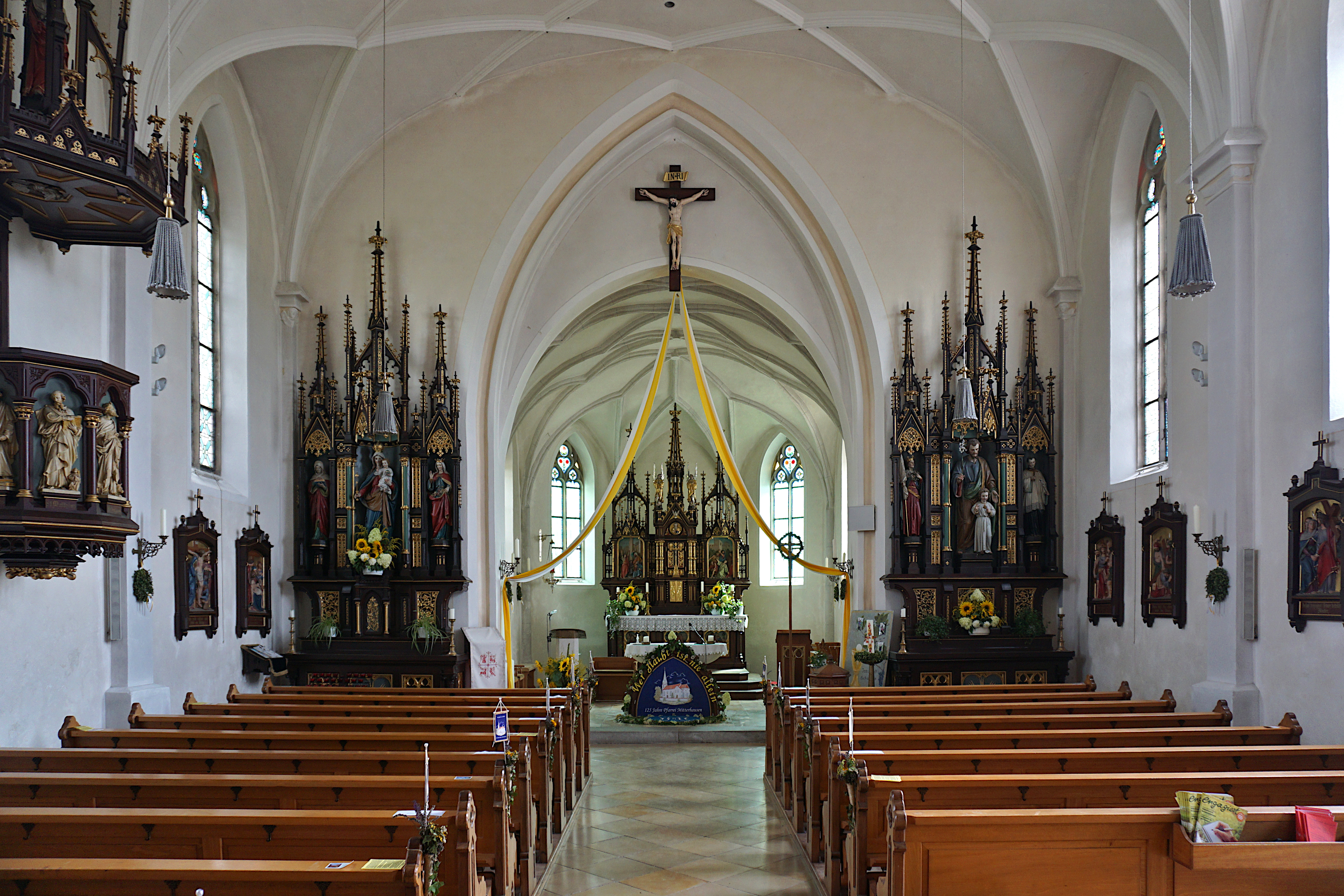
Der Innenraum der Mitterhausener Kirche

Der Ort wurde 1130 erstmals als Mitterhuse urkundlich erwähnt. Die katholische Pfarrei war ursprünglich Filiale der Pfarrei Mariakirchen. 1870 wurde sie zur Expositur erhoben und 1896 zur eigenständigen Pfarrei.
Das Ortsbild wird bestimmt von der spätgotischen Pfarrkirche St. Stephan.
Am 1. Januar 1972 wurde die ehemals selbständige Gemeinde im Zuge der Gemeindegebietsreform fast vollständig in den Markt Arnstorf eingegliedert. Oberstadl wechselte zur Gemeinde Johanniskirchen.